# Benjamin Savšek
Benjamin Savšek (Liubliana, 24 de março de 1987) é um desportista esloveno que compete em canoagem na modalidade de slalom.
Participou em três Jogos Olímpicos de Verão, obtendo uma medalha de ouro em Tóquio 2020, na prova de C1 individual, o oitavo lugar em Londres 2012 e o sexto em Rio de Janeiro 2016, na mesma prova.
Ganhou sete medalhas no Campeonato Mundial de Canoagem em Slalom, entre os anos 2013 e 2018, e dez medalhas no Campeonato Europeu de Canoagem em Slalom entre os anos 2012 e 2021.

## Palmarés internacional
| Jogos Olímpicos    | Jogos Olímpicos              | Jogos Olímpicos   | Jogos Olímpicos |
| Ano                | Lugar                        | Medalha           | Competição      |
| ------------------ | ---------------------------- | ----------------- | --------------- |
| 2020               | Tóquio ( Japão)              | Medalha de ouro   | C1 individual   |
| Campeonato Mundial |                              |                   |                 |
| Ano                | Lugar                        | Medalha           | Competição      |
| 2013               | Praga ( Chéquia)             | Medalha de bronze | C1 individual   |
| 2014               | Deep Creek ( Estados Unidos) | Medalha de prata  | C1 individual   |
| 2014               | Deep Creek ( Estados Unidos) | Medalha de bronze | C1 por equipas  |
| 2015               | Londres ( Reino Unido)       | Medalha de prata  | C1 individual   |
| 2015               | Londres ( Reino Unido)       | Medalha de bronze | C1 por equipas  |
| 2017               | Pau ( França)                | Medalha de ouro   | C1 individual   |
| 2018               | Rio de Janeiro ( Brasil)     | Medalha de prata  | C1 por equipas  |
| Campeonato Europeu |                              |                   |                 |
| Ano                | Lugar                        | Medalha           | Competição      |
| 2012               | Augsburgo ( Alemanha)        | Medalha de bronze | C1 individual   |
| 2013               | Cracovia ( Polónia)          | Medalha de bronze | C1 por equipas  |
| 2014               | Viena ( Áustria)             | Medalha de ouro   | C1 por equipas  |
| 2015               | Markkleeberg ( Alemanha)     | Medalha de ouro   | C1 individual   |
| 2017               | Tacen ( Eslovênia)           | Medalha de prata  | C1 por equipas  |
| 2019               | Pau ( França)                | Medalha de ouro   | C1 individual   |
| 2019               | Pau ( França)                | Medalha de ouro   | C1 por equipas  |
| 2020               | Praga ( Chéquia)             | Medalha de ouro   | C1 individual   |
| 2020               | Praga ( Chéquia)             | Medalha de ouro   | C1 por equipas  |
| 2021               | Ivrea ( Itália)              | Medalha de bronze | C1 por equipas  |